# 다테이시정
다테이시정(立石町)은 오이타현 하야미군에 설치되었던 정이다. 현재의 기쓰키시에 해당한다.

## 역사
- 1889년 4월 1일 - 정촌제 시행에 의해 하야미군 다테이시촌이 성립하였다.
- 1898년 10월 4일 - 정으로 승격해 다테이시정이 되었다.
- 1955년 3월 31일 - 야마가정, 야마우라촌과 합병해 새로운 야마우라정이 성립하여, 동일 다테이시정은 폐지되었다.

## 교통

### 철도
- 일본국유철도
  - 닛포 본선

### 도로
- 국도 제10호선

## 참고문헌
- 角川日本地名大辞典 44 大分県